# Пирцхалава, Шота Акакиевич
Шота Акакиевич Пирцхалава (1932, Тбилиси, ССР Грузия) — слесарь Тбилисского станкостроительного завода имени С. М. Кирова Министерства станкостроительной и инструментальной промышленности СССР, Грузинская ССР. Герой Социалистического Труда (1966). Депутат Верховного Совета Грузинской ССР 6-го созыва.

## Биография
Родилась в 1932 году в Тбилиси. После окончания местной средней школы и профессионального училища № 6 в Тбилиси с 1946 года трудился слесарем-сборщиком в механосборочном цехе № 2 Тбилисского станкостроительного завода.
В последующем возглавлял бригаду слесарей, которая занималась сборкой станков, предназначенных на экспорт. Производила монтаж первой роторной линии Тбилисского завода пластмасс, которая была запущена в 1964 году. В этом же году был удостоен почётного звания «Лучший слесарь-сборщик Тбилиси». Был наставником и воспитанников молодых рабочих.
Бригада под его руководством досрочно выполнила принятые коллективные обязательства и плановые задания Семилетки (1959—1965). Указом Президиума Верховного Совета СССР от 2 апреля 1966 года удостоен звания Героя Социалистического Труда за «достигнутые успехи в развитии сельского хозяйства, промышленности и науки Грузинской ССР» с вручением ордена Ленина и золотой медали «Серп и Молот» (№ 10881).
В последующем трудился в системе профессионального образования.
Избирался депутатом Верховного Совета Грузинской ССР 6-го созыва (1963—1967).
После выхода на пенсию проживал в Тбилиси.
Награды
- Герой Социалистического Труда
- Орден Ленина
- Медаль «За трудовую доблесть» — дважды (28.05.1960; 26.04.1963)